# 澎湖菜宅

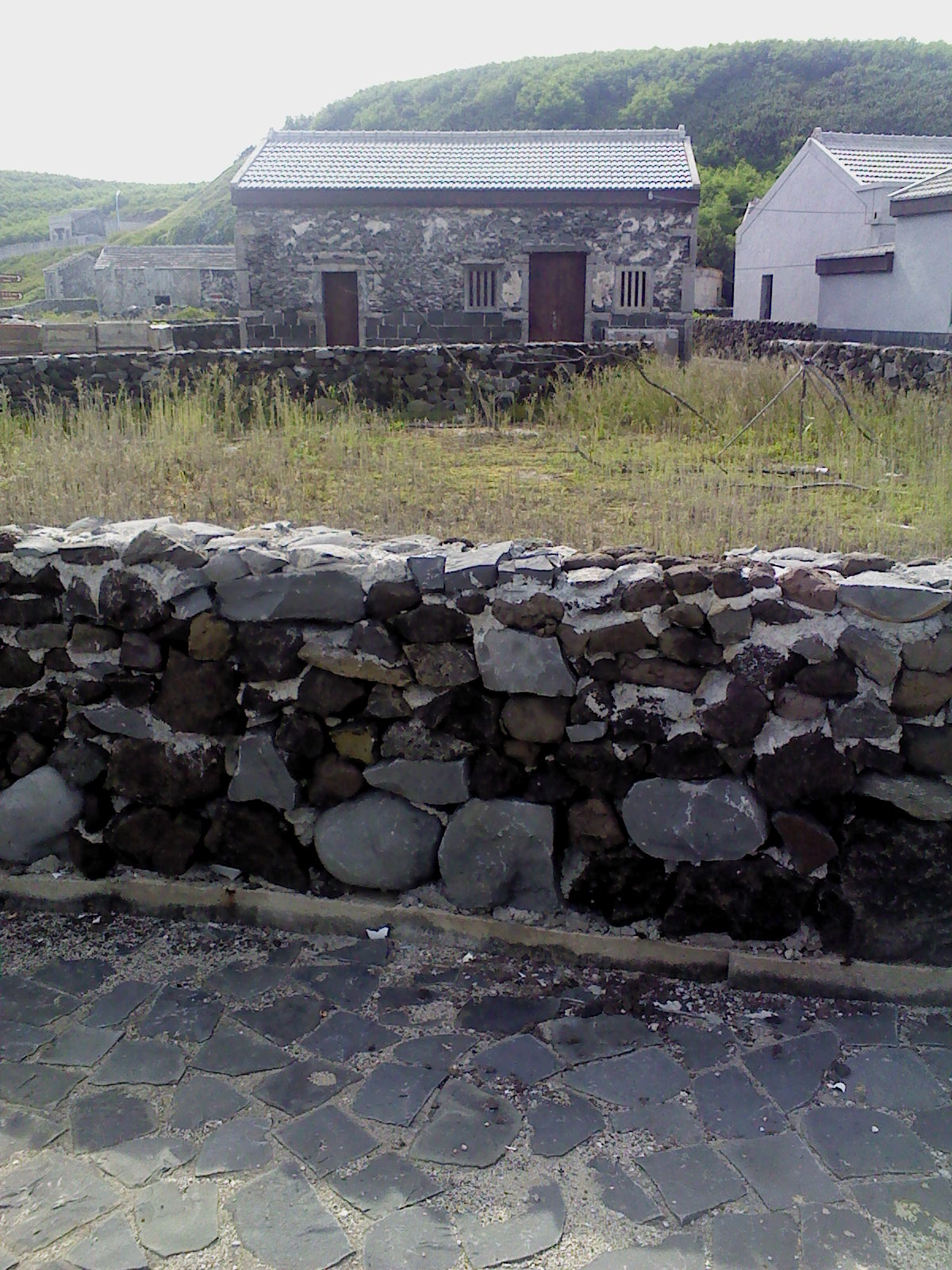
澎湖桶盤嶼之菜宅

澎湖菜宅，又稱宅內、圍仔，是一種遮蔽與擋風的石牆，用以保護田地內的農作物，澎湖就地取材，不少以硓石或者玄武岩堆砌，但不一定表示「圍仔」都是用硓。

## 地理背景
澎湖全島沒有足以為屏障的高山，位於臺灣本島與中國大陸之間，形成風力資源豐沛的群島。尤秋冬東北季風盛行，平均風速每秒5－6公尺，最大陣風可達每秒13－14公尺，農作物生長不易，為了阻檔東北季風與其挾帶的鹹雨，「菜宅」乃因應而生。

## 作用
菜宅為保護田地內的農作物，使其不受強勁東北季風摧毀。

## 建材
菜宅通常就地取材砌築，有岩石的地方就開鑿火山熔岩凝結的玄武岩；有珊瑚淺硼的地方使用硓石；水源豐富的便種植蘆竹。

## 建造方式
取玄武岩、硓石，硓石需經暴曬，去雜質鹽份數日。建築時，先打地基挖約深三十公分土溝，以大石頭做基礎慢慢往上愈小塊石頭堆疊上去，大石塊間以小石填以空隙，利用石頭間的稜角相互契合加以穩固。

## 作物
菜宅內的作物遇春、夏兩季以南瓜、澎湖菜瓜、澎湖菜豆、越瓜為主要。秋、冬季則多種植高麗菜、蕃茄、大頭菜、茼蒿等蔬果。
菜宅除了種植時令的蔬果，最主要就是栽植冬作蕃薯，稱為「栽母」。

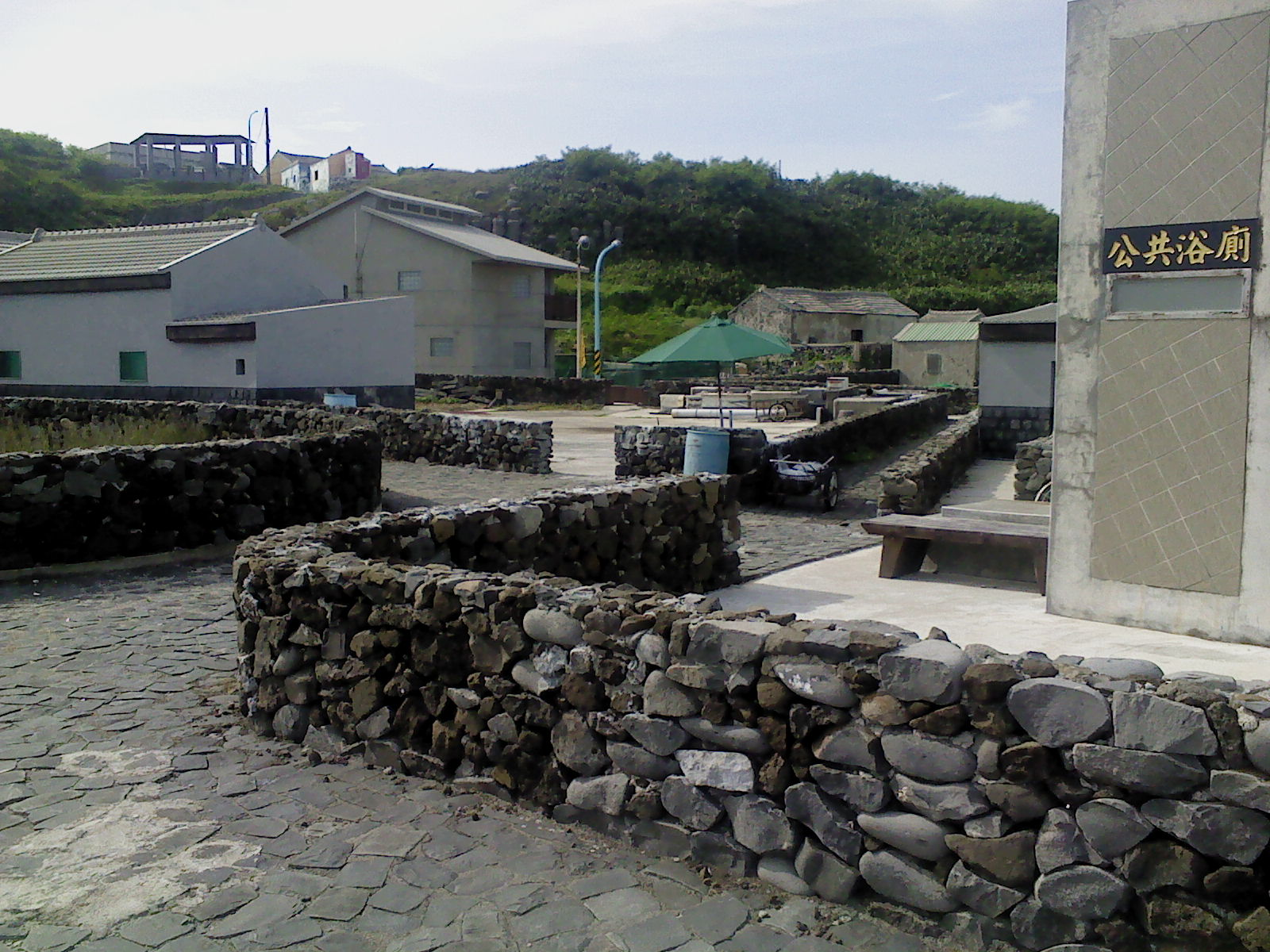
澎湖桶盤嶼之菜宅

## 風貌
- 菜宅堆砌四面的稱為「宅內」，北牆最高，約1.6公尺－2.5公尺；東、西牆次之，高約1.5公尺至1.8公尺；南牆最矮，大多不超過1公尺。
- 由玄武岩所堆砌的宅內，因不易砌得牢靠，隙縫多，石塊契合度低，通常高度為1.5公尺以下。